# 孟佳
孟佳（： Maeng Ga；1990年2月3日—），藝名 Jia（： Ji Ah，中文：佳），出生於湖南省娄底市，中国女歌手和舞者。2007年，她加入 JYP 娛樂公司成爲練習生。2010年7月1日，以中韓女子組合 miss A 成員身份在正式韓國出道，擔任主唱及饒舌演唱。2016年5月20日，孟佳與 JYP 娛樂的合約到期，正式解約。隨後，她於6月8日簽約香蕉計劃，回國發展。2020年，孟佳曾为女子限定音乐组合 X-SISTER 成员。

## 演藝事業

### miss A 出道前
2006年底，孟佳在北京現代音樂研修學院學習期間，無意中發現教室內正在進行韓國 JYP 娛樂公司的選拔會，在一位女性工作人員的鼓勵下，她決定參加選拔。孟佳憑藉舞蹈表演和演唱潘瑋柏的《Tell Me》成功入選。2007年，她與 JYP 娛樂簽約，成爲練習生。
2009年，孟佳與 Sarah、王霏霏、黃以霏和禹惠林組成了 Sisters 組合，並參與浙江衛視節目《越跳越美麗》的錄製。2010年6月，孟佳、王霏霏和裴秀智在正式出道前，已成為三星 Anycall 中國地區代言人，並錄製了廣告曲《Love Again》。同年6月23日 JYP 娛樂宣布了由王霏霏、孟佳、李玟暎和裴秀智組成的新女子組合 miss A ，並在 Tory Burch 開幕儀式上以團體形式正式亮相。

### miss A 時期的個人活動
2013年，孟佳首次擔任設計師，為公益活動設計了 T 恤。2014年3月15日 ，她與王霏霏、周覓共同主持韓國 MBC 電視台的中文節目《C-RADIO 偶像本色》，每週邀請不同的韓國偶像明星參與。6月23日，她首次參演電視劇《一又二分之一的夏天》，在劇中飾演會計系大三學生宋青。隨後在7月30日，孟佳首次出演電影《第三種愛情》。

### 回國發展
2016年5月20日，孟佳與 JYP 娛樂的合約到期，正式離開組合 miss A 。6月8日，她加盟了王思聰旗下香蕉計劃，正式回國發展。11月15日，她發佈了首支個人單曲《給我乖》。
2017年4月7日，孟佳推出首張個人 EP《JIA》。2018年，她推出了《Colorful Music 色彩音樂》系列的四首單曲，分別是《炎》、《Free》、《例外》和《等空車的人》，其中參與了部分詞曲創作。
2020年6月12日，孟佳參加了湖南卫视节目《乘风破浪的姐姐》。在9月4日的總決賽中，她獲得了「2020浪花最喜愛寶藏姐姐」獎項，同時以第三名的成績成爲組合 X-SISTER 的成員。
2021年1月27日，她推出了單曲《透明空间 Glass Wall》。6月26日，孟佳推出了個人品牌 Random Experiment（Re 隨機試驗）。11月26日，她發佈了首支國風唱跳單曲《東方》。2023年6月30日，孟佳在廣州舉行了她的首場個人演唱會。當日，她同時發行了第二張個人 EP《JIALAND》，並在演唱會上首次演唱了專輯中的新歌。
2024年，参演《音乐缘计划》3-4期，演唱歌曲《脑》。

## 音樂作品

### 迷你專輯 (EP)
| 發佈日期      | 名稱    | 備註                          | 曲目 |
| 2017年4月7日  | JIA     | 孟佳JIA 首張同名EP (CD + DVD) | 曲目 CD 1. Drip 給我乖 2. Who's That Girl 她是誰 3. Candy 糖果 DVD 1. Drip 給我乖 MV 2. Who's That Girl 她是誰 MV 3. Candy 糖果 MV |
| 2023年6月30日 | JIALAND |                               | 曲目 迷你專輯 1. 煽風點火 2. GOOD GOOD LOVE 3. ILLUSION 4. KNOCKOUT                                                                |

### 正規專輯
| 發佈日期 | 名稱 | 備註         | 曲目                                                                                              |
|          | MINE | 首張正規專輯 | 曲目 CD 1. Closer - Chinese Version 2. Closer - English Version 3. 我之所以成 4. 欲情故縱 5. SLOW |

### 單曲
| 發佈日期 | 歌曲名稱                        | 詞曲創作                 | 備註                                |
| 2016年   |                                 |                          |                                     |
| 11月15日 | 《Drip 給我乖》                 |                          |                                     |
| 2017年   |                                 |                          |                                     |
| 1月3日   | 《Who's That Girl 她是誰》      | 作詞：孟佳、嚴云農       |                                     |
| 4月7日   | 《Candy 糖果》                  |                          |                                     |
| 12月27日 | 《MOOD》                        | 作詞、作曲：孟佳、王嘉爾 | feat. 王嘉爾                        |
| 2018年   |                                 |                          |                                     |
| 3月20日  | 《炎》                          | 作詞：孟佳、Karra        | 《Colorful Music》粉色              |
| 4月13日  | 《FREE》                        | 作詞：孟佳、甘世佳       | 《Colorful Music》綠色              |
| 9月19日  | 《例外》                        | 作曲：Kenn C、孟佳       | 《Colorful Music》灰色              |
| 11月6日  | 《等空车的人》                  | 作曲：孟佳、Kenn C       | 《Colorful Music》藍色              |
| 2021年   |                                 |                          |                                     |
| 1月28日  | 《透明空間 Glass Wall》         | 作詞：孟佳               | RAP: VaVa毛衍七                     |
| 11月26日 | 《東方》                        |                          | 「戲遊記」第壹輯 No.01 國風唱跳單曲 |
| 2022年   |                                 |                          |                                     |
| 1月3日   | 《門沒鎖》                      |                          | 「青春重置計劃5 請回答1999」        |
| 5月9日   | 《No Thanks》(Parallel Version) |                          | 《No Thanks》(Parallel Version)     |
| 2023年   |                                 |                          |                                     |
| 3月20日  | 《二十，三十》                  |                          | 《我們的民謠小鎮》第一期            |
| 12月23日 | 《星光》                        |                          | 《星光》                            |
| 2024年   |                                 |                          |                                     |
| 4月25日  | 《字正腔圓》                    |                          |                                     |
| 8月29日  | 《爲敵》                        |                          |                                     |
| 2025年   |                                 |                          |                                     |
| 3月20日  | 《Closer》                      |                          | 中英雙版 首張正規專輯《Mine》先行曲 |
| 5月3日   | 《我之所以成爲了我》            |                          |                                     |
| 6月30日  | 《欲情故縱》                    |                          |                                     |
| 8月6日   | 《Slow》                        |                          | 合作歌手：姚琛                      |

### 影視歌曲
| 發佈日期 | 歌曲名稱                                 | 影視備註                     | 合作歌手 |
| 2019年   |                                          |                              | |
| 2月14日  | 《想太多》                               | 電影《友情以上》主題曲       | Namfon Indee、Claudia Barretto、芝芙、朱主愛、Laura Mam、Audrey Tapiheru、Cantika Abigail、Phyu Phyu Kyaw Thein、Palmy |
| 11月29日 | 《Wherever》                             | 電視劇《鱷魚與牙籤鳥》插曲   | |
| 2020年   |                                          |                              | |
| 10月16日 | 《來過》                                 | 電影《呼吸》中文主題曲       | 胡夏 |
| 2021年   |                                          |                              | |
| 2月8日   | 《我和我追逐的夢》                       | 電影《人潮洶湧》推廣曲       | 黄齡、萬茜、张含韵、朱婧汐                                                                                             |
| 9月15日  | 《瀟灑走一回》                           | 電視劇《啓航：當風起時》插曲 | |
| 2022年   |                                          |                              | |
| 6月1日   | 《天秤倾斜之後》                         | 電視劇《妻子的選擇》主題曲   | |
| 6月16日  | 《甜蜜時光》                             | 電視劇《加油媽媽》插曲       | |
| 2023年   |                                          |                              | |
| 4月7日   | 《你懂我 我懂你》                        | 電視劇《歡樂頌4》主題曲      | |
| 6月27日  | 《暖光》                                 | 電視劇《繁華似錦》插曲       | |
| 7月20日  | 《續長歌》                               | 電視劇《安樂傳》插曲         | 張遠 |
| 7月25日  | 《野一下》                               | 綜藝《野挺有趣》主題曲       | 黄宗澤、張嘉元、胡鴻鈞、李雅娟（伢伢）                                                                                 |
| 11月8日  | 《心情遙控器》                           | 電視劇《以愛為營》插曲       | 徐均朔 |
| 2024年   |                                          |                              | |
| 4月10日  | 《今天的她們》                           | 電視劇《今天的她們》片尾曲   | |
| 6月11日  | 《Something Worth Saving》（愛依然存在） | 電視劇《玫瑰的故事》插曲     | |

### 合作歌曲
| 發佈日期 | 歌曲名稱                       | 合作歌手                                           |
| 2013年   |                                |                                                    |
| 6月17日  | 《너 때문에》 (Because Of You) | 白娥娟                                             |
| 2016年   |                                |                                                    |
| 12月6日  | 《IKYK》                       | 吳建豪                                             |
| 2021年   |                                |                                                    |
| 1月22日  | 《你我皆王者》                 | 李斯丹妮、金晨、郁可唯、張含韵                     |
| 2023年   |                                |                                                    |
| 1月1日   | 新年特别版《你的答案》         | 張信哲、胡夏、王錚亮、吳莫愁、白舉綱、子堯、王赫野 |

### 廣告歌曲
| 年份 | 歌曲名稱            | 備註 |
| 2015 | 《你是我的科學MAN》 | 韓語 |

### 音樂錄影帶 MV
| 發佈日期 | 歌曲名稱                   | 備註                                                             |
| 2011年   |                            |                                                                  |
| 6月22日  | 《Close Ur Mouth》 (뭘봐)  | 客串演出 （主唱：金希澈&金政模）                                 |
| 2015年   |                            |                                                                  |
| 2月12日  | 《Shake That Brass》       | 客串演出（主唱：劉逸雲）                                         |
| 2016年   |                            |                                                                  |
| 11月15日 | 《Drip 給我乖》            | 官方版                                                           |
| 12月9日  | 《Drip 給我乖》            | 舞蹈版                                                           |
| 2017年   |                            |                                                                  |
| 1月3日   | 《Who's That Girl 她是誰》 |                                                                  |
| 4月7日   | 《Candy 糖果》             | 官方歌詞版                                                       |
| 6月2日   | 《Candy 糖果》             | 舞蹈練習室版                                                     |
| 6月16日  | 《Drip 給我乖》            | 舞蹈練習室版                                                     |
| 12月27日 | 《MOOD》                   |                                                                  |
| 2018年   |                            |                                                                  |
| 4月26日  | 《FREE》                   | 敦煌和嘉峪關外景拍攝                                             |
| 11月22日 | 《等空車的人》             | Live 版                                                          |
| 2021年   |                            |                                                                  |
| 4月8日   | 《透明空間 Glass Wall》    | 舞蹈版                                                           |
| 11月25日 | 《東方》                   | 練習室版                                                         |
| 2022年   |                            |                                                                  |
| 1月7日   | 《東方》                   | 古裝劇情版：孟佳飾演二角：「漓川」、「漓音」；劉逸雲飾演「懷漌」 |
| 2023年   |                            |                                                                  |
| 7月6日   | 《KNOCKOUT》               | 沸騰校園總冠軍 FLOWDANCE CREW 成員合作參與                       |
| 7月13日  | 《GOOD GOOD LOVE》         |                                                                  |
| 7月15日  | 《煽風點火》               | 舞蹈版                                                           |
| 2024年   |                            |                                                                  |
| 11月25日 | 《Better With You》        | 特别演出 （主唱、主演：姚琛）                                    |
| 2025年   |                            |                                                                  |
| 3月20日  | 《Closer》                 | 中文版                                                           |
| 5月3日   | 《我之所以成爲了我》       | Official Live Performance                                        |
| 7月3日   | 《欲情故縱》               | Dance Video                                                      |
| 8月6日   | 《Slow》                   |                                                                  |

### 表演舞台
| 日期     | 舞台名稱                               | 舉行地點           | 作品                                             |
| 2014年   |                                        |                    |                                                  |
| 12月7日  | 北京鳥巢韓流演唱會                     | 國家體育場（北京） | 《Good Girl Bad Girl》、《一个像夏天一个像秋天》 |
| 2017年   |                                        |                    |                                                  |
| 4月8日   | 音悅V榜年度盛典                        | 澳门新濠影汇       | 《她是谁+给我乖》                                |
| 2018年   |                                        |                    |                                                  |
| 10月15日 | 中國音樂公告牌                         | 愛奇藝             | 《炎》                                           |
| 2020年   |                                        |                    |                                                  |
| 12月12日 | 12.12超拼夜                            | 湖南衞視           | 《艾瑞巴迪》、《Mood》                           |
| 12月31日 | 湖南衞視2020-2021跨年演唱會            | 湖南衞視           | 《Lady Land》、《無價之姐》                      |
| 2021年   |                                        |                    |                                                  |
| 3月6日   | 宇宙音乐之夜                           | 优酷 YOUKU         | 《透明空间》                                     |
| 9月23日  | 全民K歌年度總決賽                      | 騰訊視頻           | 《想見你想見你想見你》、《Weapon》               |
| 10月1日  | 爆裂舞台                               | 愛奇藝             | 《給我乖》                                       |
| 11月10日 | 11.11超拼夜                            | 湖南衞視           | 《東方》、《Shining Diamond》                    |
| 12月11日 | TMEA騰訊音樂娛樂盛典                   | 金光綜藝館         | 《東方》                                         |
| 2022年   |                                        |                    |                                                  |
| 1月25日  | 2022網絡春晚                           | 中央廣播電視總台   | 《刀馬旦》                                       |
| 2月2日   | 中國夢·我的夢—2022網絡視聽年度盛典     | 中國電視藝術委員會 | 《中國夢·我的夢》、《華夏》                      |
| 12月31日 | 2022-2023浙江衞視美好跨年夜            | 浙江衞視           | 《宋韻廣場舞》 、《東方》                        |
| 2023年   |                                        |                    |                                                  |
| 6月16日  | 永遠22！2023 bilibili畢業歌會          | bilibili           | 《青梅引》 、《Who Says》                        |
| 7月8日   | TMEA騰訊音樂娛樂盛典                   | 銀河綜藝館         | 《開竅》（《KNOCKOUT》）                         |
| 12月31日 | 2023-2024浙江衛視跨年晚會              | 浙江衛視           | 《點火》                                         |
| 12月31日 | 啟航2024—中央廣播電視總台跨年晚會      | 中央廣播電視總台   | 《心花路放》                                     |
| 2024年   |                                        |                    |                                                  |
| 1月1日   | 2024花開天下·國韻新年演唱會            | 四川衞視           | 《字正腔圓》、《東方》                           |
| 1月1日   | 揚帆遠航大灣區—2024年新年音樂會        | 中央廣播電視總台   | 《少女的祈禱》、《心戀》、《甜蜜蜜》             |
| 2月8日   | 歡歡喜喜過大年                         | 中央廣播電視總台   | 《不謝》                                         |
| 2月11日  | 2024總台春節戲曲晚會                   | 中央廣播電視總台   | 《國風超有戲》                                   |
| 3月31日  | QQ音樂巔峰盛典                         | QQ音樂             | 《煽風點火》                                     |
| 6月29日  | 動感地帶芒果卡“無限X”巡迴演唱會-濟南站 | 芒果tv             | 《糖果Candy》、《MOOD》、《鮮花》                |
| 7月14日  | 天賜的聲音巔峰歌會                     | 浙江衛視           | 《説愛你》                                       |
| 8月10日  | 央視七夕晚會「如七而遇 漫歌今夕」      | 中央廣播電視總台   | 《熱戀夏季》                                     |
| 9月8日   | 蒙牛酸酸乳20週年演唱會                 | 湖南衞視           | 《酸甜》                                         |
| 9月12日  | 2024中秋超级月亮節晚會                 | 抖音               | 《東方》、《透明空間》                           |
| 10月19日 | 動感地帶芒果卡“無限X”巡迴演唱會-武漢站 | 芒果tv             | 《夏天》、《Something Worth Saving》、《給我乖》 |
| 10月25日 | 「天選NEW人」明星社團聯盟計劃-上海場   | bilibili           | 《Mood》、《Something Worth Saving》             |
| 12月29日 | 開門迎春晚                             | 中央廣播電視總台   | 《字正腔圓》                                     |
| 12月31日 | 2024-2025浙江衛視跨年晚會              | 浙江衛視           | 《給我乖》                                       |
| 2025年   |                                        |                    |                                                  |
| 1月28日  | 2025年春節聯歡晚會                     | 中央廣播電視總台   | 《妥妥的》、《難忘今宵》                         |
| 1月29日  | 百花迎春中國文學藝術界2025春節大聯歡   | CCTV-6             | 《蛇年迎新春 開門送祝福》                        |
| 1月29日  | 2025海南省春節聯歡晚會                 | 海南衞視           | 《東方》                                         |

### 《乘风破浪的姐姐》表演曲目
| 歌曲名稱                   | 合作歌手                                             | 备注                                       |
| 《给我乖》                 |                                                      | 初评舞台                                   |
| 《大碗宽面》               | 王霏霏、李斯丹妮、沈梦辰、郁可唯、金晨、张含韵       | 第一场公演 Dance组                         |
| 《我怎么这么好看》         | 王霏霏、黄圣依、张雨绮、丁噹、袁咏琳、郑希怡、蓝盈莹 | 第二场公演 开场秀                          |
| 《这是因为我们能感到疼痛》 | 张含韵、金晨                                         | 第二场公演、孟佳为队内队长                 |
| 《无价之姐》               | 王霏霏、李斯丹妮、张含韵                             | 第三场公演个人战 节目主题曲                |
| 《花样年华》               | 张萌、郑希怡、吴昕、黄圣依                           | 第三场公演、孟佳为队内队长并于本公演遭淘汰 |
| 《皮囊》                   |                                                      | 第五场公演 1v1 battle                      |
| 《玫瑰少年》               | 阿朵、沈梦辰、吴昕、朱婧汐、金莎、王智               | 第五场公演3团团战并于本场公演复活成功      |
| 《逆战》                   | 王霏霏、郑希怡、蓝盈莹、宁静                         | 总决赛 五人团曲目                          |
| 《Last Dance》             | 王霏霏、郑希怡、蓝盈莹、宁静、阿朵、郁可唯           | 总决赛 七人团曲目                          |
| 《无价之姐》               | 李宇春以及29位姐姐                                   | 成团之夜 表演曲目                          |
| 《hello》&《给我乖》       | 王霏霏                                               | 成团之夜 佳霏猫合体表演曲目                |

### 《姐姐的愛樂之程》表演曲目
| 歌曲名稱                     | 合作歌手             |
| 《心花開》                   | X-SISTER             |
| 《跟姐去看海》               | 黃齡、萬茜           |
| 《我》                       |                      |
| 《今夜的雨》                 | X-SISTER、沈夢辰     |
| 《Free》                     |                      |
| 《Shining Diamond》          | X-SISTER、沈夢辰     |
| 《紅山果》                   | X-SISTER             |
| 《蝴蝶海》                   | 郁可唯               |
| 《桃花仙子》                 | X-SISTER、王子異     |
| 《加州夢遊》                 | 郁可唯、寧靜、鄭希怡 |
| 《Love Paradise 這裡是杭州》 | 郁可唯、王子異       |
| 《別問很可怕》               | -                    |
| 《再見》                     | X-SISTER             |

### 《明星大偵探》特别篇《NZND頂牛演唱會》表演曲目
| 歌曲名稱           | 合作歌手            |
| 《Gia灰貓》        | 王灰灰（王霏霏 飾） |
| 《美男也坐經濟艙》 |                     |

### 《乘風破浪的姐姐2》表演曲目
| 歌曲名稱     | 合作歌手                               |
| 《我對我》   | 那英、周筆暢、李菲兒、李斯丹妮         |
| 《大碗寬麵》 | 李斯丹妮、沈梦辰、郁可唯、金晨、張含韵 |

### 《偵心偵意新春演唱會》表演曲目
| 歌曲名稱          | 合作歌手              |
| 《I'm not yours》 | 李扯火（李斯丹妮 飾） |
| 《東方》          |                       |

### 《天賜的聲音》(第三季)表演曲目
| 歌曲名稱     | 合作歌手 |
| 《眉飛色舞》 | 檀健次   |
| 《男孩别哭》 | 符龍飛   |
| 《雨一直下》 | 胡海泉   |
| 《門沒鎖》   | 符龍飛   |

### 《乘風破浪3》表演曲目
| 歌曲名稱 | 合作歌手             |
| 《你》   | 寧靜、李斯丹妮、金晨 |

### 《乘風2023》表演曲目
| 歌曲名稱     | 合作歌手     |
| 《閉嘴跳舞》 | 陳嘉樺、芝芙 |

### 《天賜的聲音》(第四季)表演曲目
| 歌曲名稱       | 合作歌手 |
| 《三拜紅塵涼》 | 張碧晨   |

### 《時光音樂會·老友記》表演曲目
| 歌曲名稱             | 合作歌手 |
| 《世界上的另一個我》 | 于文文   |

### 《出發吧！閃光的你》表演曲目
| 歌曲名稱            |
| 《你懂我我懂你》    |
| 《Illusion》        |
| 《Free》            |
| 《Who's That Girl》 |
| 《Mood》            |

### 《熠熠生輝歡喜大賞》表演曲目
| 歌曲名稱 |
| 《Mood》 |

### 《熠熠生輝閃耀之夜》表演曲目
| 歌曲名稱     | 合作歌手 |
| 《煽風點火》 |          |
| 《東方》     |          |
| 《續長歌》   | 劉些寧   |

### 《乘風2024》表演曲目
| 歌曲名稱     | 合作歌手       |
| 《風吹一夏》 | 楊謹華、蔡詩芸 |

### 《閃光的夏天》表演曲目
| 歌曲名稱     | 合作歌手     |
| 《煽風點火》 | 姚琛、韓佩泉 |

### 《閃亮星電音》表演曲目
| 歌曲名稱       | 電音製作人 |
| 《你要跳舞嗎》 | WhyBeatZ   |
| 《透明空間》   | WhyBeatZ   |

### 《音樂縁計劃》表演曲目
| 歌曲名稱 | 合作音樂人 |
| 《腦》   | 胡夢周     |

### 《乘風2025》表演曲目
| 歌曲名稱     | 合作歌手               |
| 《我的地盤》 | 王霏霏、宋妍霏、羅予彤 |

### 《天賜的聲音》(第六季)表演曲目
| 歌曲名稱     | 合作歌手                                         |
| 《沒關係》   | 張靚潁                                           |
| 《海闊天空》 | 黄子弘凡、江皓南、孫耀威、王赫野、王錚亮、姚曉棠 |

### 《打歌2025》表演曲目
| 歌曲名稱   |
| 《Closer》 |

## 粉絲見面會
| 日期    | 舉行地點                 | 歌曲 |
| 2021年  |                          | |
| 6月26日 | 上海外灘國際電競文化中心 | 《给我乖》、《Who's That Girl》、《Bad Girl Good Girl》、《炎》、 《Weapon》、《我》、《蝴蝶海》、《透明空間》、《Free》 |
| 7月17日 | 成都華熙 LIVE·528M 空間  | 《给我乖》、《Who's That Girl》、《Good-bye Baby》、《今夜的雨》、 《Weapon》、《我》、《Mood》、《透明空间》、《Free》  |

## 演唱會

### 孟佳首場個人演唱會
| 日期    | 舉行地點        | 歌曲 |
| 2023年  |                 | |
| 6月30日 | 廣州體育館2號館 | 《給我乖》、《糖果》、《透明空間》、《KNOCKOUT》、《ILLUSION》、 《二十，三十》、《等空車的人》、《我》、《Who Says》、《Who's That Girl》、 《miss A 歌曲串燒》（Hush、Touch、Good-bye Baby、Bad Girl Good Girl）、 《Unholy》、《煽風點火》、《GOOD GOOD LOVE》、《Weapon》、 《No Thanks》、《門沒鎖》、《Mood》、《Free》 |

### 2023“J.I.A”巡演北京站
| 日期    | 舉行地點       | 歌曲 |
| 2023年  |                | |
| 8月25日 | 北京展覽館劇場 | 《給我乖》、《糖果》、《透明空間》、《KNOCKOUT》、《ILLUSION》、 《二十，三十》、《等空車的人》、《我》、《Who Says》、《Who's That Girl》、 《miss A 歌曲串燒》（Hush、Touch、Good-bye Baby、Bad Girl Good Girl）、 《煽風點火》、《Mood》、《GOOD GOOD LOVE》、《Who Says》、 《Weapon》、《No Thanks》、《東方》、《門沒鎖》、《Free》 |

## 舞蹈作品
| 發佈日期 | 作品名稱                                 | 備註                                            |
| 2019年   |                                          |                                                 |
| 10月15日 | 《Money Bag》                            | 編舞：Aritz 出镜：Exon、Aritz                   |
| 11月27日 | 《Pa mala yo》                           | 編舞：Aritz                                     |
| 12月23日 | 《I.F.L.Y.》情侣舞蹈                     | LALO x JIA                                      |
| 2020年   |                                          |                                                 |
| 1月12日  | 孟佳 & MINA                              | MINA MYOUNG X JIA                               |
| 2月3日   | 《生日分享新舞蹈》                       | 編舞：Exon                                      |
| 8月14日  | 《皮囊 練習室版》                        | 編舞及出镜：張建鵬 Lion                         |
| 11月25日 | 《敦煌飛天舞》                           | 《登場了！敦煌》第二期                          |
| 2021年   |                                          |                                                 |
| 4月22日  | 《JIA'S DANCE 001 孟佳武俠風舞蹈》       | 編舞：張建鵬 Lion                               |
| 8月25日  | 《JIA'S DANCE 002 孟佳暗黑地獄風舞蹈》   | 編舞及出镜：昂昂                                |
| 2022年   |                                          |                                                 |
| 2月1日   | 《JIA'S DANCE 003 孟佳畫中人黑白雙人舞》 | 編舞及出镜：昂昂                                |
| 9月10日  | 《萬物生長》                             | 編舞：張建鵬                                    |
| 10月22日 | 《影》                                   | 編導：Eleven                                    |
| 2024年   |                                          |                                                 |
| 2月3日   | 《JIA'S DANCE 004 Illusion》             | 編舞及出镜：Hello Dance 吾街舞 黃瀟、昂昂、蓋蓋 |

## 影視作品

### 電影
| 電影           | 角色    | 備註                                 |
| 2014年         |         |                                      |
| 《第三種愛情》 | 鄒月    |                                      |
| 2019年         |         |                                      |
| 《潛行者》     | Phantom | （原名：《潛龍追擊》）2015年拍攝     |
| 《友情以上》   | Jia     | （又名：《去吧！女神兵團》）泰國電影 |

### 電視劇/網劇
| 劇名                                         | 角色 | 備註     |
| 2014年                                       |      |          |
| 《一又二分之一的夏天》                       | 宋青 | 東方衛視 |
| 2015年                                       |      |          |
| 愛情拼貼畫（《L.U.V. Collage 러브 콜라주》） | 愛玲 |          |

### 素描喜劇
| 節目名稱                 | 劇名                              | 角色   |
| 2023年                   |                                   |        |
| 抖音《姐姐妹妹俱樂部》   | 《擺爛反派》                      | 小丑女 |
| 抖音《熠熠生輝歡喜大賞》 | 《决戰伏地魔100天》               | 赫敏   |
| 抖音《熠熠生輝歡喜大賞》 | 《魁地奇課取消了》                | 赫敏   |
| 抖音《熠熠生輝歡喜大賞》 | 《論素質教育在霍格沃兹的運用...》 | 赫敏   |

### 劇情短片
| 劇名         | 角色 | 備註                 |
| 2024年       |      |                      |
| 《有你更好》 | 小佳 | 姚琛專輯同名劇情短片 |

### 廣播節目
| 日期                         | 電台                            | 節目名稱                  | 備註       |
| 2011年                       |                                 |                           |            |
| 1月17日                      | SBS                             | 《金希澈的 Young Street》 |            |
| 3月15日                      | SBS                             | 《金希澈的 Young Street》 |            |
| 10月20日                     | SBS Power FM                    | 《金昌烈的 Old School》   |            |
| 2014年                       |                                 |                           |            |
| 2014年3月15日－2015年3月28日 | MBC C-RADIO                     | 《偶像本色》              | 主持人     |
| 2021年                       |                                 |                           |            |
| 9月29日－11月9日             | 中央廣播電視總台音頻客户端 雲聽 | 《了不起的家鄉》          | 地方講述人 |

## 綜藝節目

### 常駐綜藝
| 日期                          | 電視台   | 節目名稱                         | 備註          |
| 2009年                        |          |                                  |               |
| 5月21日－12月9日              | 浙江衛視 | 《越跳越美麗》                   | Sisters 組合  |
| 2015年                        |          |                                  |               |
| 4月16日－7月2日               | 浙江衛視 | 《青春練習生》第一季             | 練習生        |
| 2017年                        |          |                                  |               |
| 4月1日－6月24日               | 浙江衛視 | 《天生是優我》                   | 舞蹈顧問      |
| 2020年                        |          |                                  |               |
| 6月12日－9月4日               | 湖南衛視 | 《乘風破浪的姐姐》第一季         | 參賽者        |
| 2020年10月23日－2021年1月22日 | 湖南衛視 | 《姐姐的愛樂之程》               | X-SISTER 團綜 |
| 2021年                        |          |                                  |               |
| 10月21日－11月11日            | CCTV-3   | 《歡樂城市派》                   | 歡樂派成員    |
| 2021年11月20日－2022年2月3日  | 浙江衛視 | 《超燃美食記》第一季             | 美食鑑賞官    |
| 2022年                        |          |                                  |               |
| 6月11日－7月17日              | 騰訊視頻 | 《戰至巔峰》                     | 電競新人      |
| 8月28日－10月26日             | 騰訊視頻 | 《沸騰校園》                     | 沸騰輔導員    |
| 2022年11月5日－2023年2月11日  | 浙江衛視 | 《超燃美食記》第二季             | 超燃家族      |
| 2023年                        |          |                                  |               |
| 9月22日－10月1日              | 抖音     | 《出發吧！閃光的你》             | 閃光蛻變官    |
| 10月13日－12月22日            | 浙江衛視 | 《超燃美食記》第三季             | 超燃家族      |
| 2024年                        |          |                                  |               |
| 3月1日－3月8日                | 東方衛視 | 《十分美麗》                     |               |
| 4月21日－6月30日              | 浙江衛視 | 《彩色的榮耀．手藝人大會》第二季 | 美力發起人    |
| 9月23日－9月29日              | 抖音電商 | 《時尚新生力》                   | 新生力推薦官  |
| 11月30日－12月20日            | 浙江衛視 | 《王牌新主播》                   | 主理人        |
| 2025年                        |          |                                  |               |
| 6月10日－7月4日               | 抖音     | 《姐妹不打烊》                   |               |
| 7月16日－7月30日              | 愛奇藝   | 《行動派少年》                   |               |
| 8月7、9日                     | 愛奇藝   | 《wei！快出來玩度假篇》          |               |

## 獎項

### 個人獎項
| 年份 | 獎項                                    |
| 2017 | 第5屆音悅V榜年度盛典－年度突破女歌手獎  |
| 2023 | 微博音樂盛典 - 年度先鋒歌手             |
| 2024 | QQ音樂巔峰盛典 - 年度巔峰風尚歌手       |
| 2024 | 騰訊音樂娛樂盛典 - 年度突破舞台演繹歌手 |
| 2024 | 微博音樂盛典 - 年度舞台魅力女藝人       |